# Třída Simon Lake
Třída Simon Lake byla třída mateřských lodí ponorek námořnictva Spojených států amerických z doby studené války. Jejich úkolem bylo zásobování a podpora amerických raketonosných ponorek. Celkem byly postaveny dvě jednotky této třídy. Ve službě byly v letech 1964–1999.

## Stavba
Celkem byly v letech 1962–1964 postaveny dvě jednotky této třídy. USS Simon Lake postavila v letech 1963–1964 loděnice Puget Sound Naval Shipyard v Bremertonu ve státě Washington. Druhou jednotku USS Canopus postavila v letech 1964–1965 loděnice Ingalls Shipbuilding v Pasagoule ve státě Mississippi. V letech 1984–1985 byly obě jednotky modernizovány.
Jednotky třídy Simon Lake:
| Jméno                  | Loděnice                   | Kýl založen    | Spuštěna       | Vstup do služby   | Status                                                                                         |
| ---------------------- | -------------------------- | -------------- | -------------- | ----------------- | ---------------------------------------------------------------------------------------------- |
| USS Simon Lake (AS-33) | Puget Sound Naval Shipyard | 7. ledna 1963  | 8. února 1964  | 7. listopadu 1964 | Vyřazena 31. července 1999, z námořního registru vyškrtnuta 25. dubna 2006, uložena v rezervě. |
| USS Canopus (AS-34)    | Ingalls Shipbuilding       | 2. března 1964 | 12. února 1965 | 4. listopadu 1965 | Vyřazena 7. října 1994, z námořního rejstříku vyškrtnuta 3. května 1995, sešrotována.          |

## Konstrukce

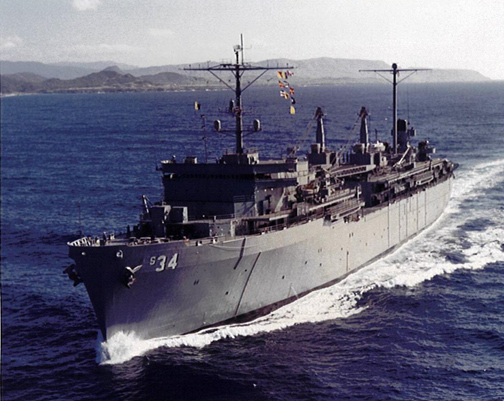
USS Canopus (AS-34)

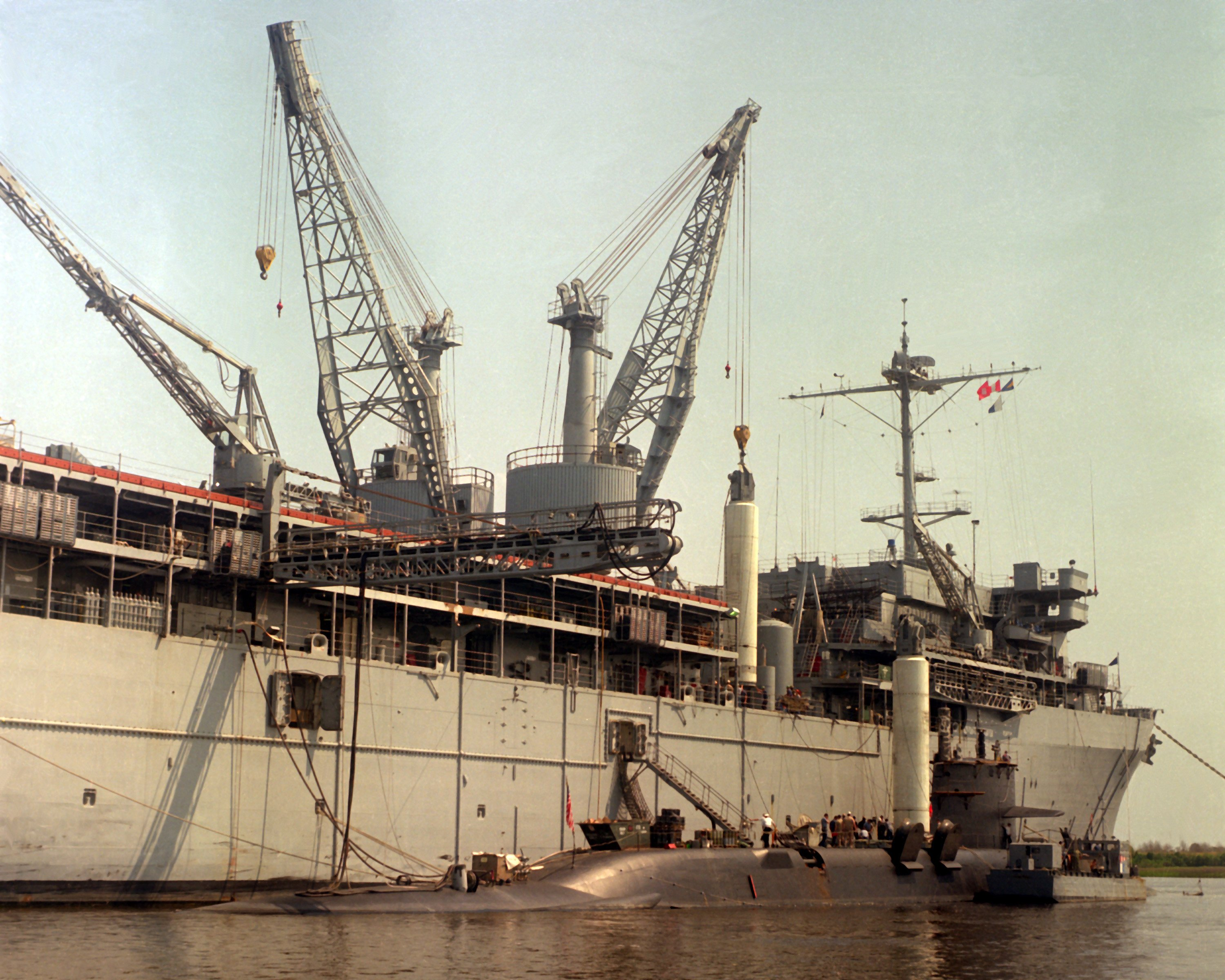
USS Simon Lake překládá balistické rakety Trident C4 do sil raketonosné ponorky USS Francis Scott Key (SSBN-657)

Původní výzbroj tvořily čtyři 76mm kanóny. Později byla modifikována. Pohonný systém tvořila jedna turbína a dva kotle, pohánějící jeden lodní šroub. Nejvyšší rychlost dosahovala 20 uzlů.